# Monarquia da Tailândia
A Monarquia da Tailândia é uma monarquia constitucional do Reino da Tailândia. Desta forma, o Rei, como chefe de Estado, é o mais alto cargo público do país. Os membros da casa real tailandesa pertencem à Dinastia Chakri.

## Papel Constitucional
O rei de Tailândia tem pouco poder direto sob a constituição mas é um símbolo da identidade e da unidade nacional. Rei Bhumibol - que estava no trono entre 1946 e 2016 (em outubro de 2016 falece e em seu lugar o trono é ocupado pelo filho Maha)  - possuía um enorme respeito do povo e autoridade moral, que se usou na ocasião para resolver as crises políticas que ameaçaram a estabilidade nacional.

## Reino de Aiutaia
Em cerca de 1350, Ramatibodi I fundou um novo reino tai, nas planícies do curso inferior do rio Chao Phraya, com capital em Aiutaia. Em poucos decênios, o Reino de Aiutaia se expandiu consideravelmente, à custa do decadente Império khmer do Camboja e do Reino de Sucotai, que foi absorvido pelo novo Estado. O império de Aiutaia empregou novas técnicas de centralização do poder e herdou do Estado Khmer a visão do governante como um rei divinizado. O reino desenvolveu um extenso aparato burocrático, e a sociedade se hierarquizou rigidamente.

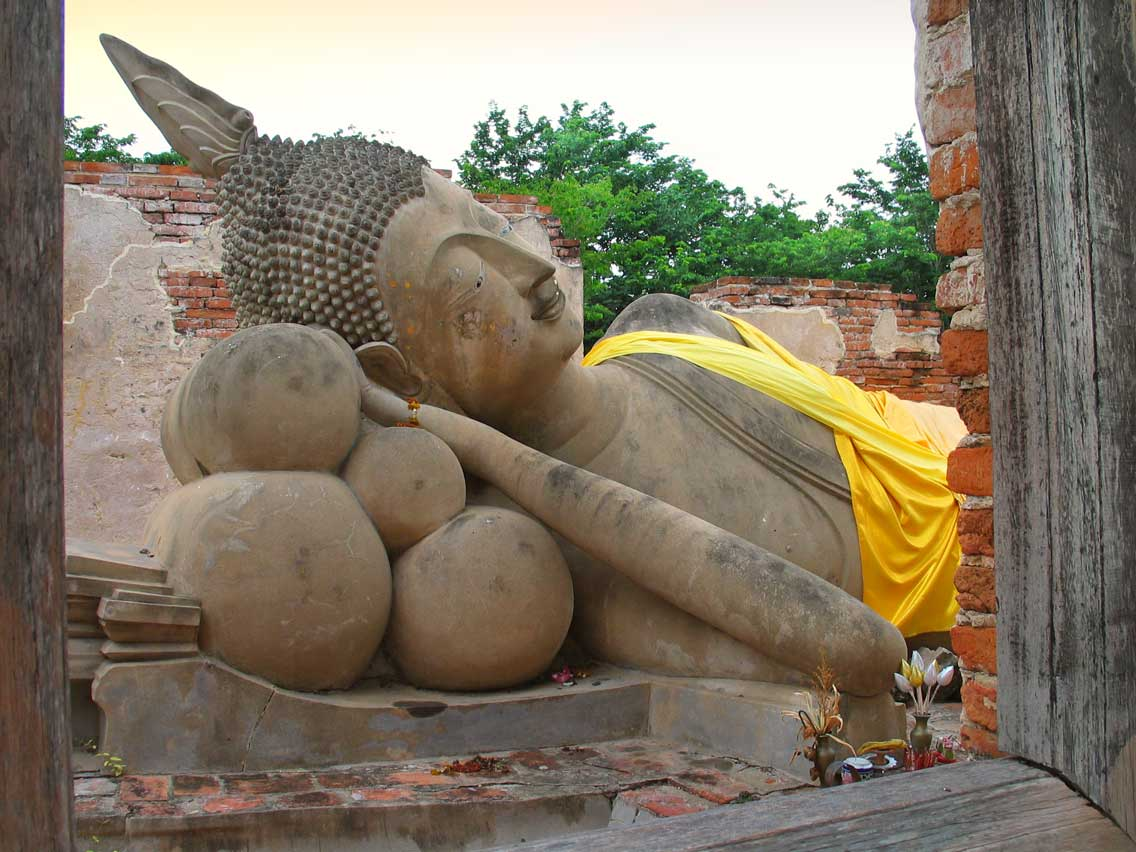
Estátua de Buda deitado em Aiutaia

As guerras foram frequentes e o território dominado a partir de Aiutaia alcançou limites próximos ao da atual Tailândia. No entanto, as fronteiras com os Estados vizinhos, devido às contínuas guerras e aos planos separatistas das províncias distantes, modificaram-se constantemente. Em 1569, os birmaneses transformaram Aiutaia num Estado dependente. Quinze anos mais tarde, a independência do Sião foi restabelecida pelo príncipe Naresuan, considerado desde então um herói nacional na Tailândia.
Pouco depois de tomar posse de Malaca, no início do século XVI, Portugal entrou em contato com o império de Aiutaia. Os comerciantes e missionários portugueses não exerceram, no entanto, grande influência sobre o país. O maior grupo de portugueses na Tailândia era formado por aventureiros que se puseram a serviço dos exércitos reais como mercenários e que foram responsáveis pela adoção de algumas técnicas militares ocidentais nas operações militares tailandesas.
No século XVII, os comerciantes holandeses e britânicos começaram a fundar centros comerciais junto à capital e na península de Malaca. Mais tarde, chegaram os franceses, que se impuseram aos outros europeus. A chegada de uma expedição francesa composta de 600 homens armados, em 1687, despertou receios. No ano seguinte, um golpe dado por líderes tais anti-ocidentais levou à expulsão de todos os franceses. Teve início então uma etapa de relativo isolamento do Sião com relação ao Ocidente, uma política que durou 150 anos.

## Dinastia Chacri
Em 1767, as tropas birmanesas ocuparam novamente Aiutaia, a capital do reino, que foi saqueada e destruída, pondo fim à dinastia de Aiutaia. O nobre general Pya Taksin (Phraya Taksin) conseguiu, entretanto, restabelecer a unidade política do país e expulsar os birmaneses. Taksin se autoproclamou rei e fundou uma nova capital em Thon Buri, 60 km a sul da anterior, mas foi deposto em 1781, depois de ter enlouquecido. Um de seus generais, Chao Phraya Chakkri, que estava em missão no Camboja, inaugurou então a Dinastia Chakri (1782) e mudou a capital do país para Banguecoque.

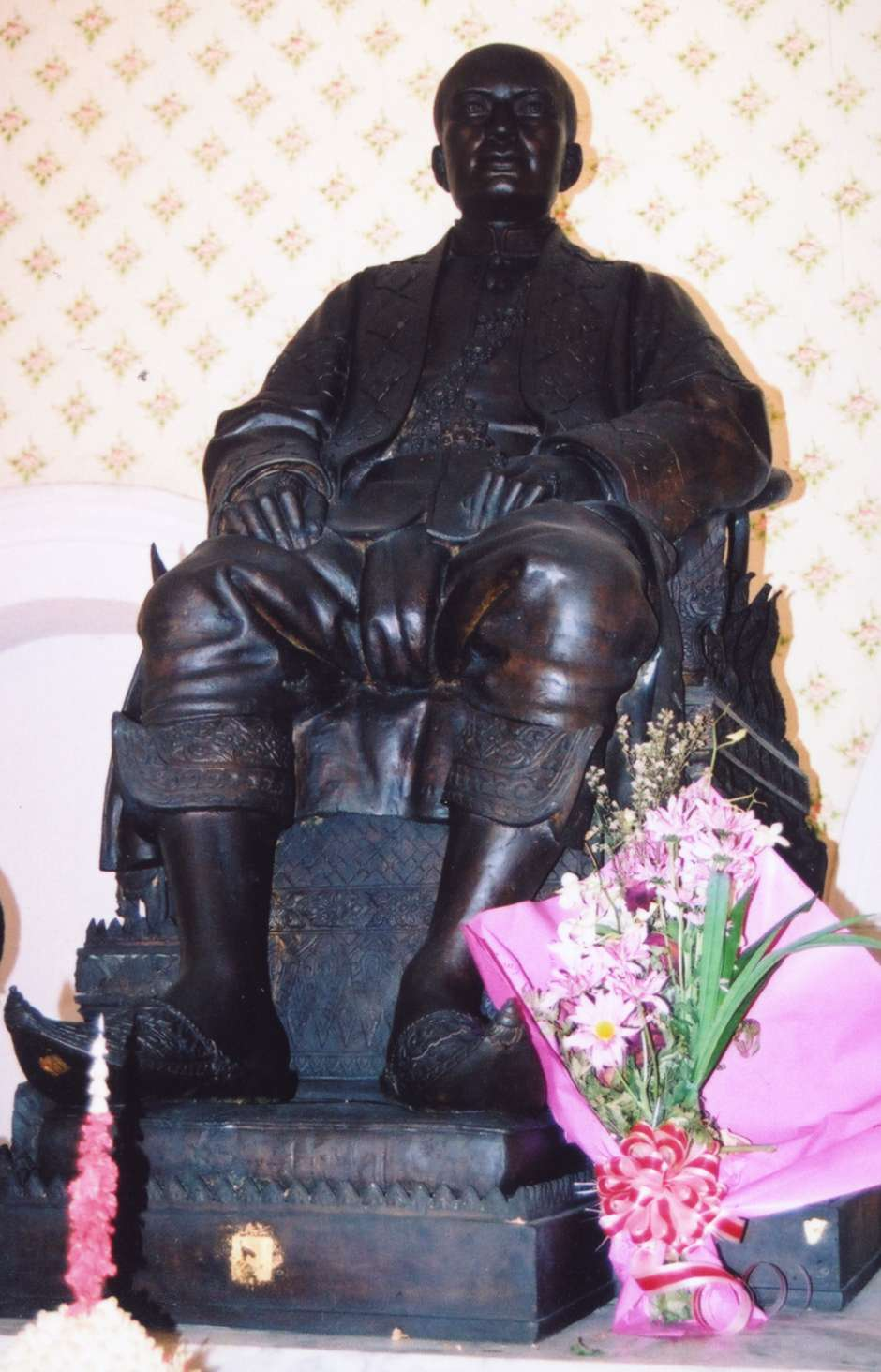
O rei Rama II.

Os primeiros reis da nova dinastia se dedicaram à restauração política e cultural do antigo reino. Rama I, que reinou de 1782 a 1809, concluiu a reunificação do Sião. Depois dele, Rama II, poeta famoso, dedicou-se às artes e às letras, e Rama III conquistou novos territórios no sul e no norte, na primeira metade do século XIX. No mesmo período, desembarcou no país grande número de comerciantes chineses, que estimularam o comércio tailandês com a China e fomentaram a exportação de açúcar. Em meados do século, aproximadamente metade dos 400 000 habitantes da capital eram chineses.
O interesse ocidental pelo país acentuou-se no início do século XIX. As conquistas britânicas sobre Myanmar, a expansão na Malásia e a abertura forçada da China ao capital ocidental levaram a uma mudança da política externa tailandesa: ciente do poder do Ocidente, o rei Mongkut, Rama IV (1851-1868) , assinou tratados comerciais com o Reino Unido (1855), os Estados Unidos da América (1856), a França (1856) e outros países.
Às concessões comerciais seguiram-se concessões territoriais: em 1867, o Sião renunciou a seus direitos sobre o Camboja, reclamado pela França. A influência ocidental sobre os assuntos internos limitava-se, porém, à aceitação de algumas inovações trazidas por missionários, como a imprensa e a vacinação. Nessa época, professores e técnicos ocidentais se fixaram no país. Durante o reinado de Rama IV, realizou-se também uma profunda reforma no budismo, com o objetivo de torná-lo menos vulnerável ao trabalho evangelizador dos missionários cristãos.

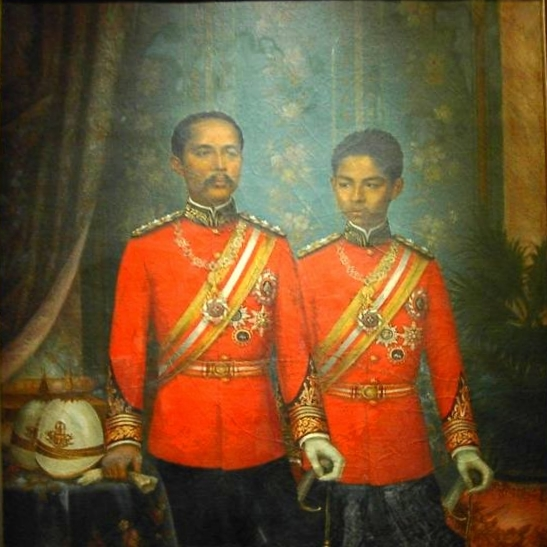
O rei Chulalongkorn, Rama V, e o príncipe Vajirunnahis.

O rei Chulalongkorn, Rama V (1868-1910), assumiu o poder depois de um período de cinco anos de regência. Continuou com os esforços pela modernização iniciada por seu pai e, sabendo explorar a rivalidade entre dois grandes impérios coloniais - o francês, a leste, e o britânico, a oeste - manteve a independência do Sião, embora com grandes concessões territoriais. Claro exemplo disso foi a disputa territorial que manteve com a França, em 1893, quando a Tailândia dominava a Cochinchina, Annam, Tongking e Camboja. Os franceses obtiveram todos os territórios situados a oeste do rio Mekong (Laos). O país perdeu em 1909 os quatro Estados da Península de Malaca em favor da Grã-Bretanha. As reformas internas que empreendeu destinavam-se a fortalecer o Estado e a modernizar a sociedade segundo padrões ocidentais. O jovem rei criou uma burocracia fortemente centralizada e o embrião de um exército moderno; transformou os Estados vassalos em províncias do reino; aboliu a escravidão e os restos do feudalismo; construiu ferrovias e telégrafos e estabeleceu uma rede de ensino público.
No início do século XX, Rama VI continuou as reformas empreendidas por seu pai. A participação do país na Primeira Guerra Mundial, ao lado dos aliados, significou para os tailandeses o alívio das pesadas condições impostas pelos tratados comerciais assinados com as potências europeias. Em 1917, foi inaugurada a primeira universidade do Sião. Quatro anos mais tarde, o ensino primário tornou-se obrigatório. A principal obra de Rama VI foi, no entanto, a promoção do nacionalismo tai. Rama VII, irmão de seu predecessor, foi um soberano fraco que deixou o governo do Estado nas mãos de parentes.
A classe média, oriunda do substancial processo de modernização do país, tornou-se intolerante ao domínio real absolutista e as dificuldades provocadas pela crise econômica mundial iniciada em 1929 motivaram o violento golpe de Estado que, em 1932, tornou o regime do país uma monarquia constitucional, mantendo a dinastia no trono.

## Família Real da Tailândia
- SM Rei Maha Vajiralongkorn
- SM Rainha Consorte Suthida
  - SAR Princesa Bajrakitiyabha (filha mais velha do Rei)
  - SAR Princesa Sirivannavari (filha mais nova do Rei)
  - SAR Príncipe Dipangkorn Rasmijoti (quinto filho do Rei e herdeiro presuntivo ao trono da Tailândia)

- SM Rainha Sirikit, a Rainha Mãe (mãe do Rei, consorte do falecido Rei Rama IX)
  - SAR Princesa Sirindhorn (segunda filha do rei Rama IX)
  - SAR Princesa Chulabhorn (filha mais nova do Rei Rama IX)
    - SA Princesa Siribhachudhabhorn (filha mais velha da princesa Chulabhorn)
    - SA Princesa Adityadhornkitikhun (filha mais nova da princesa Chulabhorn)

  - SAR Princesa Ubolratana Rajakanya (filha mais velha do rei Rama IX)

### Restante membros da Família
- SAR a Princesa Soamsavali (ex-consorte do Rei Maha e mãe da princesa Bajrakitiyabha, a princesa Rajasarinisiribajra)
- Chao Khun Phra Sineenat Bilaskalayani (a concubina do rei)
- Sujarinee Vivacharawongse (ex-consorte do Rei Maha e mãe da princesa Sirivannavari)
  - Juthavachara Vivacharawongse (o filho mais velho do rei) e sua esposa, Riya Gough
  - Vacharaesorn Vivacharawongse (segundo filho do rei)
  - Chakriwat Vivacharawongse (terceiro filho do rei)
  - Vatcharawee Vivacharawongse (quarto filho do rei)

- Than Phu Ying Srirasmi Suwadee (ex-consorte do rei e mãe do príncipe Dipangkorn Rasmijoti)
- Than Phu Ying Ploypailin Jensen (filha mais velha da princesa Ubolratana) e seu marido, David Wheeler
  - Maximus Wheeler (neto mais velho da princesa Ubolratana)
  - Leonardo Wheeler (segundo neto da princesa Ubolratana)
  - Alexandra Wheeler (terceiro neto da princesa Ubolratana)

- Than Phu Ying Sirikitiya Jensen (filha mais nova da princesa Ubolratana)
- Than Phu Ying Dhasanawalaya Sornsongkram (primo do rei, filha da falecida princesa Galyani Vadhana) e seu marido, Sinthu Sornsongkram
  - Jitat Sornsongkram (neto da falecida princesa Galyani Vadhana ) e sua esposa, Jessica Sornsongkram

## Monogramas
Cada membro da Família Real Tailandesa tem o seu monograma real próprio.

Monograma Real de SM o Rei Bhumibol Adulyadej
Monograma Real de SM a Rainha Sirikit da Tailândia
Monograma Real de SAR Maha Vajiralongkorn, Príncipe Herdeiro da Tailândia
Monograma Real de SAR Srirasm, Princesa Herdeira da Tailândia
Monograma de SAR a Princesa Bajrakitiyabha
Monograma Real de SAR o Príncipe Dipangkorn Rasmijoti
Monograma Real de SAR a Princesa Maha Chakri Sirindhorn
Monograma Real de SAR a Princesa Chulabhorn Walailak
Monograma Real de SAR a Princesa Siribhachudhabhorn
Monograma Real de SAR a Princesa Soamsavali

## Lista de Reis
- Rama I (Buddha Yodfa Chulaloke) (1737-1809, r. 1782-1809)
- Rama II (Buddha Loetla Nabhalai) (1766-1824, r. 1809-1824)
- Rama III (Nangklao) (1788-1851, r. 1824-1851)
- Rama IV (Mongkut) (1804-1868, r. 1851-1868)
- Rama V (Chulalongkorn) (1853-1910, r. 1868-1910)
- Rama VI (Vajiravudh) (1881-1925, r. 1910-1925)
- Rama VII (Prajadhipok) (1893-1941, r. 1925-1935)
- Rama VIII (Ananda Mahidol) (1925-1946, r. 1935-1946)
- Rama IX (Bhumibol Adulyadej) (1927-2016, r. 1946-2016)
- Rama X (Maha Vajiralongkorn) (1952, r. 2016)
- Rama XI (Maha Vajiralongkorn) (2016, r. atual)

## Residências

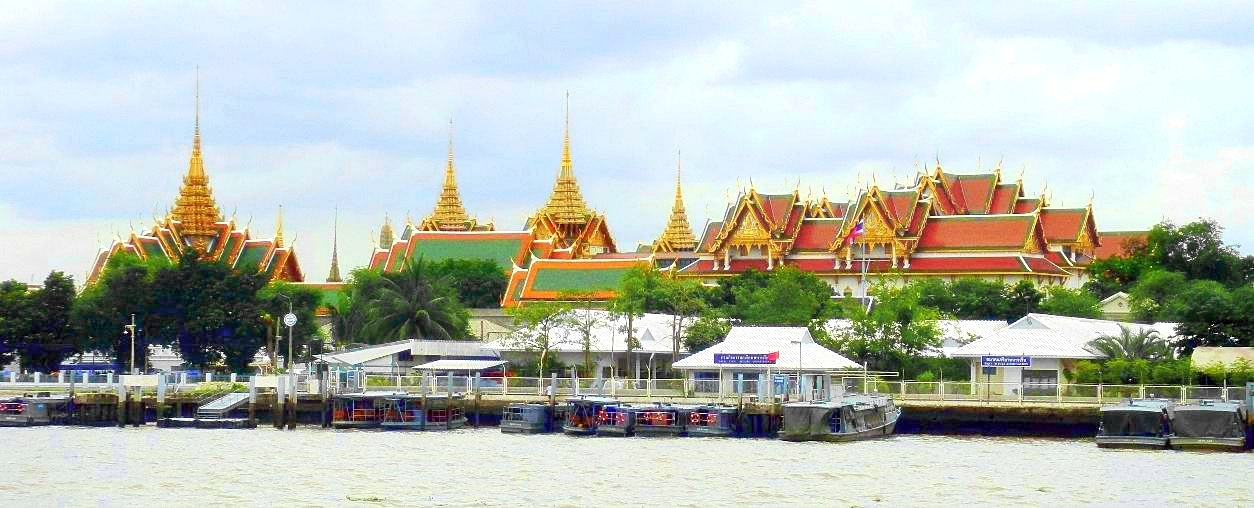
Grande Palácio
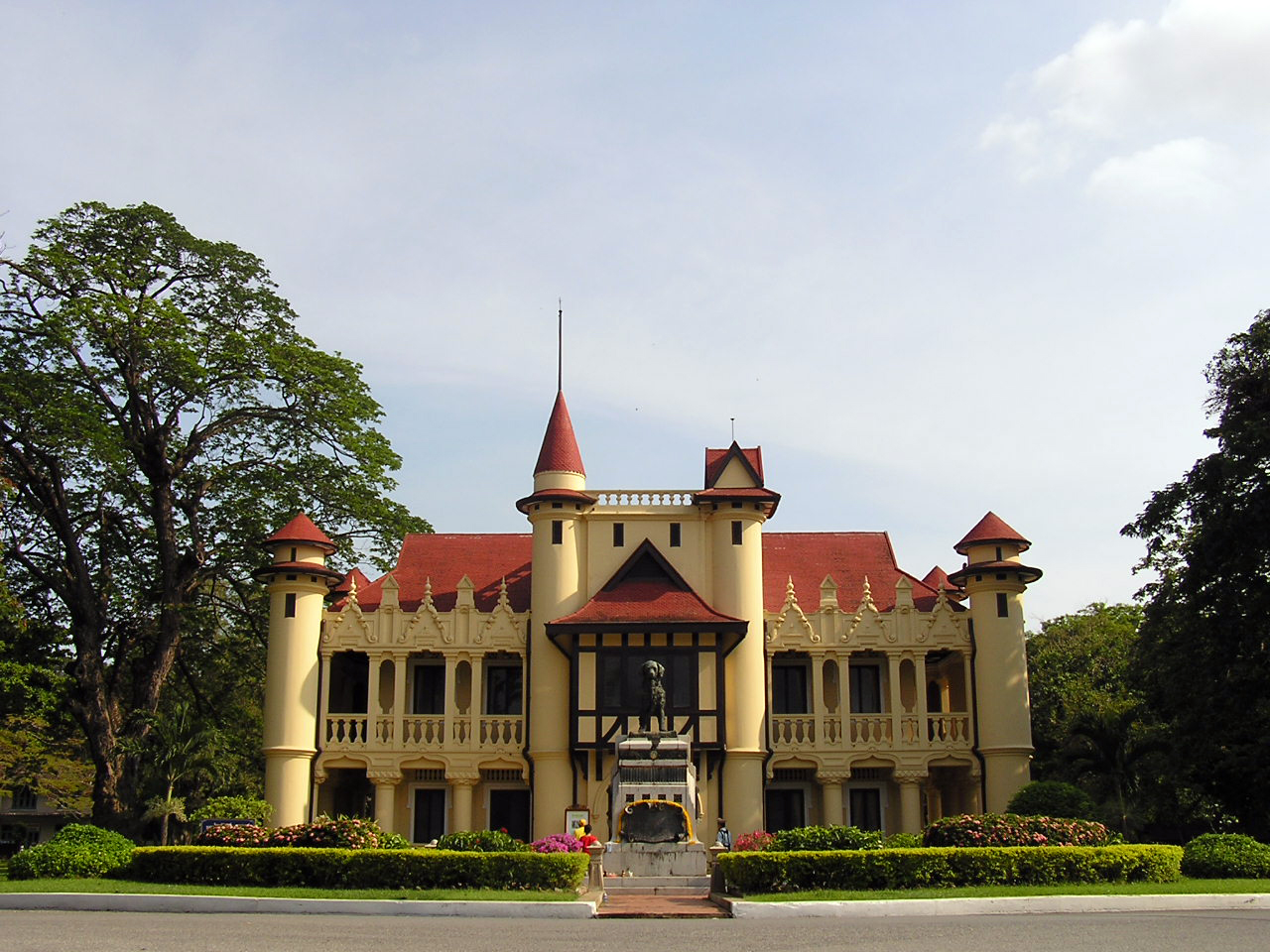
Palácio de Sanam Chandra
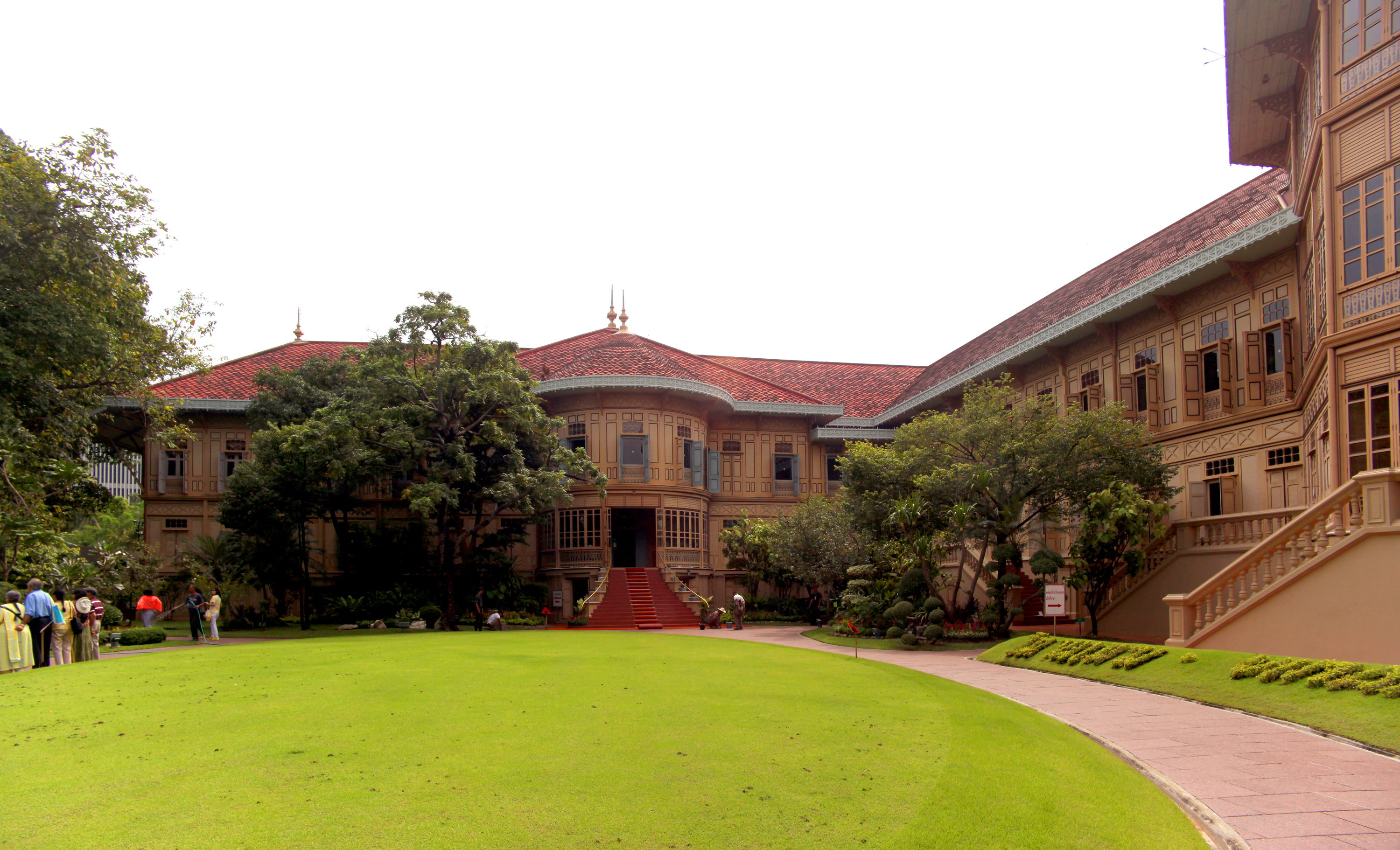
Palácio de Vimanmek
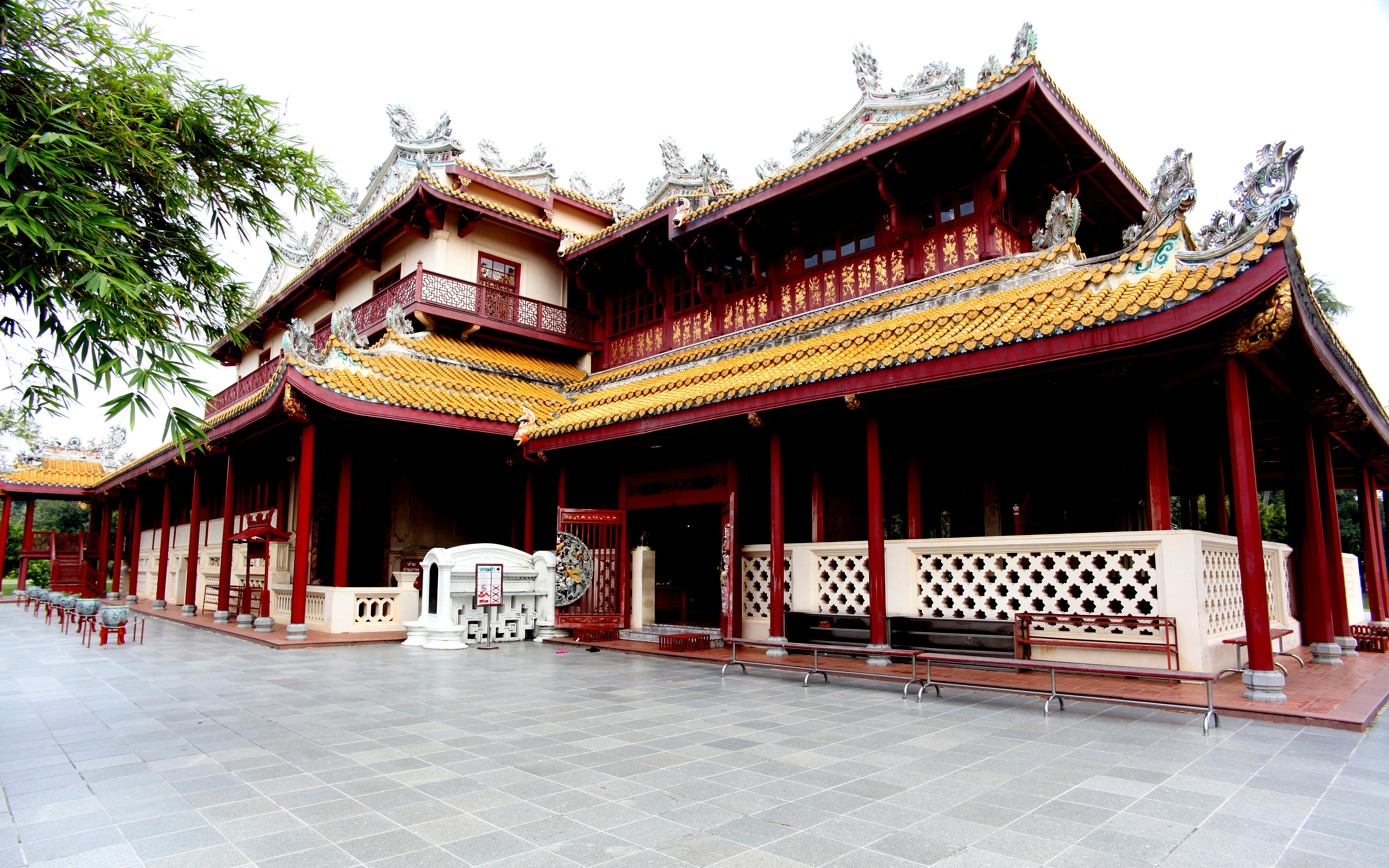
Palácio Bang Pa-In Royal

O Grande Palácio Real é um conjunto de edifícios em Bangkok, Tailandia, que serviu como residência oficial do rei de Tailândia desde o século XVIII até ao século XX. Com a morte do rei Ananda Mahidol no Palácio de Baromphiman, o rei Bhumibol Adulyadej nomeou a residência oficial o Palácio Chitralada.